# 셰레인 샬름
셰레인 러네 샬름(영어: Sherraine René Schalm, 1975년 6월 21일 ~ )은 캐나다의 펜싱 선수, 초등학교 교사, 작가이다. 현역 시절 주 종목은 에페이며, 캐나다 펜싱 선수 중 올림픽과 세계 선수권 대회를 통틀어 가장 뛰어난 국제 대회 성적을 거뒀으며, 팬아메리칸 게임에서도 4개의 메달을 획득하였다. 2005년 세계 펜싱 선수권 대회의 여자 에페 개인 부문에서 동메달을 획득하여, 세계 펜싱 선수권 대회에서 메달을 딴 첫 캐나다 선수가 되었다. 이후 2005-06 시즌에 캐나다 선수 최초로 펜싱 월드컵 우승을 차지하였다.

## 생애와 경력
앨버타주 브룩스 출신으로, 오타와 대학교를 졸업하였다. 2004년 하계 올림픽에서는 개인전은 32강에서 탈락하였으나, 단체전에서는 4위를 기록하였다.
샬름은 자서전 《검을 들고 달리며》 (Running With Swords)를 셰레인 맥케이라는 이름으로 2005년에 출간하였다.
2008년 하계 올림픽에서 9번 시드로 개인전에 참가한 그녀는 메달 기대주로 뽑혔으나 16강에서 탈락하였다. 2012년 하계 올림픽에서는 32강에서 대한민국의 신아람에게 패하며 탈락하였다.

## 저서
- Sherraine MacKay (2005). 《Running with Swords: The Adventures and Misadventures of an Irrepressible Canadian Fencing Champion》. Don Mills, Ont: Fitzhenry and Whiteside. ISBN 1-55041-982-X.